# 蘇瓦尼 (佛羅里達州)
蘇瓦尼（英語：Suwannee）是位於美國佛羅里達州迪克西縣的一個非建制地區。該地的面積和人口皆未知。

## 地理
蘇瓦尼的座標為29°19′44″N 83°08′39″W / 29.32889°N 83.14417°W，而該地的平均海拔高度為3米（即10英尺）。